# Elisabeth Darapsky
Juliane Elisabeth Alice Darapsky (* 3. November 1913 in Mainz; † 30. Juli 1998 ebenda) war eine deutsche Historikerin, Archivarin, Bibliothekarin und Gegnerin des nationalsozialistischen Regimes. Schwerpunkte ihrer wissenschaftlichen Tätigkeit war die Ära des kurfürstlichen Mainz.

## Leben
Elisabeth Darapsky wurde 1913 als Tochter des Ingenieurs und städtischen Branddirektors Anton Basilius Darapsky und seiner Frau Klara Anna, geb. Müller, in Mainz geboren und wuchs dort in einem strenggläubigen katholischen Elternhaus auf. Ihr Vater, Begründer der Mainzer Berufsfeuerwehr, verstarb bereits im März 1918. Sie orientierte sich deshalb früh an ihrem sieben Jahre älteren Bruder Emil Heinrich Darapsky. Nach dem Besuch der Volksschule besuchte sie bis zur mittleren Reife die Ursulinen-Schwestern-Schule in Haselünne im Emsland, danach wechselte sie zum Institut der Englischen Fräulein in Mainz, wo sie 1933 ihr Abitur ablegte. Danach studierte sie Geschichte, Germanistik und Musikwissenschaft an den Universitäten in Frankfurt, Gießen und Köln. An der Universität zu Köln promovierte sie im Oktober 1939 bei Gerhard Kallen mit einer Dissertation zum Thema „Die ländlichen Grundbesitzverhältnisse des Kölnischen Stiftes St. Gereon bis 1500“. Bereits im April 1939 trat sie eine Stelle als wissenschaftliche Mitarbeiterin im Mainzer Stadtarchiv an.
Darapsky starb 1998. Ihre Grabstätte befindet sich auf dem Mainzer Hauptfriedhof im Feld 64, Reihe 14, Nr. 12–23. In diesem Familiengrab ist auch die Urne mit der Asche ihres Bruders Emil.

## Konflikt mit dem nationalsozialistischen Regime
Wie ihr Bruder Emil wurde Elisabeth Darapsky früh von ihrem streng katholischen Elternhaus geprägt. Aufgrund ihres Glaubens geriet sie bald in Konflikt mit der nationalsozialistischen Ideologie. Einer nationalsozialistischen Organisationen trat sie nie bei. Ihre anstehende Verbeamtung 1942 wurde ihr aufgrund der regimekritischen Haltung, sowohl von ihr als auch ihrer gesamten Familie, verwehrt. Der Kreisleiter der NSDAP in Mainz kritisierte ihre starken kirchlichen Bindungen und attestierte ihr, dass sie „weltanschaulich in keiner Weise gefestigt“ sei.
In einem Briefwechsel mit ihrem aus gesundheitlichen Gründen aus der Wehrmacht entlassenen Bruder tauschten sich beide Geschwister offen kritisch über die politischen Verhältnisse und den Krieg aus. Ihr Bruder, Lehrer im rheinhessischen Wöllstein und für seine kritische Haltung gegenüber dem Nationalsozialismus und dem Krieg bekannt, wurde schließlich im Herbst 1943 von Kollegen denunziert. Bei anschließenden Hausdurchsuchungen bei ihm, bei Elisabeth Darapsky und im Haus ihrer Mutter fand man entsprechend belastendes Material. Beide wurden im Herbst 1943 von der Gestapo verhaftet. Nach drei Monaten Untersuchungshaft im Polizeigefängnis Mainz wurde sie nach Berlin überstellt. Im Januar 1944 begann dort vor dem Volksgerichtshof der Prozess gegen die Geschwister Darapsky. Die Anklage lautete bei beiden auf Wehrkraftzersetzung. Am 6. September 1944 wurde Elisabeths Bruder Emil zum Tode verurteilt und am 30. Oktober 1944 gehängt. Elisabeth Darapsky wurde im gleichen Prozess zu fünf Jahren Zuchthaus und Ehrverlust verurteilt. Die Haftstrafe verbrachte sie bis zu ihrer Befreiung durch die Alliierten am 7. Mai 1945 in den Justizvollzugsanstalten in Berlin-Moabit und in Waldheim bei Sachsen.
Ihr Vorgesetzter Richard Dertsch, sowohl bekennender Nationalsozialist als auch praktizierender Katholik und seit 1934 aus politischen Gründen Leiter der Stadtbibliothek und des Stadtarchivs und Nachfolger des entlassenen Aloys Ruppel, schrieb ihr einen Trostbrief ins Gefängnis. Daraufhin wurde Dertsch selbst mehrere Wochen in Haft genommen, schließlich seines Amtes enthoben und kommissarisch wieder durch Aloys Ruppel ersetzt. Nach dem Krieg forschten Dertsch und Darapsky gemeinsam und gaben zusammen die Regesten von St. Ignaz, eines der wichtigsten wissenschaftlichen Werke von Elisabeth Darapsky, heraus.

## Tätigkeit nach dem Zweiten Weltkrieg
Bereits im Juni 1945 kehrte Elisabeth Darapsky nach Mainz zurück und trat erneut ihre Stelle als wissenschaftliche Mitarbeiterin im Stadtarchiv Mainz an, aus der sie im August 1944 entlassen worden war. Sie wurde 1948 mit Rückwirkung ab dem 1. Juli 1945 verbeamtet und zur Archivrätin ernannt. Am Mainzer Stadtarchiv arbeitete sie bis zu ihrer Pensionierung 1976.
Elisabeth Darapskys Tätigkeit als Archivrätin im Stadtarchiv Mainz bestand in den ersten Nachkriegszeit im Ordnen und Sichten der Sammlungen und der Rückführung kriegsbedingt ausgelagerter Archivalien. Später betreute sie die älteren Bestände des Archivs, das Notariatsarchiv, die Sammlung der Bilder und Pläne zur Stadt Mainz sowie deren Urkunden und die Handschriften der Stadtbibliothek Mainz.

## Wissenschaftliche Tätigkeit
Schwerpunkt ihrer wissenschaftlichen Arbeit, die sie auch nach ihrer Pensionierung bis zu ihrem Tod 1998 fortführte, war für Elisabeth Darapsky die Zeit des kurfürstlichen Mainz. Vieles aus der Forschung auf diesem Gebiet floss in das 1995 erschienene Gesamtwerk Mainz, die kurfürstliche Residenzstadt 1648–1792 ein. Gemeinsam mit Richard Dertsch gab sie 1974 die Regesten der „Urkunden des Pfarrarchivs von St. Ignaz in Mainz“ heraus. 1980 vollendete  und publizierte sie ihr Werk zur Geschichte der Welschnonnen in Mainz. Ihre Beiträge, sofern nicht in eigenständiger Buchform oder als Teil der Buchreihe „Beiträge zur Geschichte der Stadt Mainz“ erschienen, wurden in verschiedenen Zeitschriften wie „Das Neue Mainz“ oder der Mainzer Zeitschrift veröffentlicht. Elisabeth Darapsky interessierte sich darüber hinaus auch sehr für die Stadt- und Verkehrsplanung der im Krieg stark zerstörten Stadt Mainz.
Aufgrund ihrer regen wissenschaftlichen Publikationstätigkeit führt der Katalog der Dienstbibliothek des Stadtarchivs Mainz insgesamt 55 Titel. Ihr Nachlass, sowohl dienstlicher (Zg. 1979/40) wie auch privater (Zg. 2003/6) Natur, übernahm das Stadtarchiv Mainz 1979 und 2003. Für den größtenteils dort einsehbaren Nachlass ergab sich daraus ein Umfang von ca. 1,45 lfm.

## Werke (Auswahl)
- Urkunden des Pfarrarchivs von St. Ignaz in Mainz. Regesten von Elisabeth Darapsky und Richard Dertsch (= Beiträge zur Geschichte der Stadt Mainz. Band 22, 2 = Auszug des Bandes 22). Mainz 1974, ISBN 3-924708-13-4.
- Elisabeth Darapsky: Geschichte der Welschnonnen in Mainz. Die regulierten Chorfrauen des Hl. Augustinus und ihre Schulen (= Beiträge zur Geschichte der Stadt Mainz. Band 25). Mainz 1980.
- Elisabeth Darapsky: Mainz, die kurfürstliche Residenzstadt 1648–1792 (= Geschichte der Stadt Mainz). Regio Verlag Jacobi, Mainz 1995.